# Capnodis miliaris
Capnodis miliaris es una especie de escarabajo del género Capnodis, familia Buprestidae. Fue descrita científicamente por Klug en 1829.